# Radošić (Lećevica)
Radošić falu Horvátországban Split-Dalmácia megyében. Közigazgatásilag Lećevicához tartozik.

## Fekvése
Splittől légvonalban 14, közúton 31 km-re északnyugatra, Trogirtól légvonalban 9, közúton 22 km-re északkeletre, községközpontjától légvonalban 6, közúton 11 km-re délnyugatra, Dalmácia középső részén, a Kašteli mező szélén, a Malačka-hegy északi oldalán fekszik. Északi határában halad át az A1-es (Zágráb – Split) autópálya. Településrészei Radići, Zoraje, Barišići, Bralići, Gagići, Veljače, Kelami, Škopljanci, Kužići, Lončari, Škarići, Đirlići, Baraći, Strižaci, Kozlice, Ninčevići, Galići, Vlastelice, Tendžere, Stipice, Laštrići, Bejići, Almići, Pandže, Rajčići, Kevići, Kapetanovići.

## Története
Radošić területén az ókorban több vár és erődített település állt. Ilyen ősi várak maradványai találhatók a Petrovac, a Gradina kod Veljača, a Gradina zapadno od Sv. Jure, a Gradina Sv. Jure és a Kraljevac nevű magaslatokon. Utóbbi régészeti lelőhelyen a Kraljevac név alapján horvát történészek IV. Krešimir horvát király birtokát feltételezik, ahol katonai tábor is volt. Itt, a Malača-hegy északi lejtőjén máig fennmaradtak a kötőanyag nélkül rakott falak maradványai és az ősi szőlőtőkék tönkjei. Foscolo püspök 1881-es dekrétuma szerint a településnek már 1078-ban állt a Szent György tiszteletére szentelt középkori temploma. A 14. században Radošić a trogiri Cega család birtoka volt. Ivan Nepilić sinji gróf, akinek a trogiri nemesek ellenségei voltak néhányszor kirabolta a települést. 1537-ben elesett Klissza vára és a környék falvaival együtt elpusztította a török. Megmaradt lakossága elmenekült. A kandiai háború után a velenceiek boszniai katolikusokkal, részben pedig pravoszlávokkal telepítették újra. Pravoszláv telepei Škaro, Strižak, Galić és Kozlica, a katolikusok lakta településrészek Rajčić, Kevo, Bejo, Laštro, Barać, Stipica, Bralić, Barišić, Milić, Radić, Gagić, Veljača, Škopljanac, Kužić, Lončar, Lunić, Đirlić, Ninčević, Pandža, Tendžera, Zoraja és Vlastelica voltak. A temetőben levő kis dombon épített katolikus templomát Szent György tiszteletére szentelték. A Legszentebb Istenanya pravoszláv templomot Uble településen építették fel, ahol a temető is létesült. A katolikusok a 18. században még a prgometi plébániához tartoztak, melyet a sinji ferences atyák vezettek. A plébániatemplomtól való nagy távolság, a rossz minőségű utak és a hívek rossz anyagi helyzete miatt a hívek vallási kötődése azonban idővel meglazult. Ez arra késztette a helyi híveket, hogy a püspöktől saját plébánia alapítását kérelmezzék állandó pappal, mely lehetővé teszi, hogy vallási kötelezettségeiket maradéktalanul teljesítsék. A kérésnek Ante Josip Foscolo Šibeniki püspök 1881. február 7-én kiadott dekrétumában tett eleget, melyben a radošići híveket leválasztotta a prgometi plébániáról és Radošićon új plébániát alapított. Az első radošići plébános Miho Daničić atya volt. 1797-ben a Velencei Köztársaság megszűnésével a település a Habsburg Birodalom része lett. 1806-ban Napóleon csapatai foglalták el és 1813-ig francia uralom alatt állt. 1830-ban megszűnt a trogiri püspökség és a plébánia a šibeniki püspökség fennhatósága alá került. Napóleon bukása után ismét Habsburg uralom következett, mely az első világháború végéig tartott. 1857-ben 693, 1910-ben 1041 lakosa volt. Az I. világháború után rövid ideig az Olasz Királyság, ezután a Szerb-Horvát-Szlovén Királyság, majd Jugoszlávia része lett. A második világháború idején olasz csapatok szállták meg. 1942. december 26-án a megszállók a falu 22 házával együtt felgyújtották a plébániaházat is és 19 helybelit kivégeztek. Ekkor égtek el a plébánia régi iratai és anyakönyvei. A plébánia épülete többé már nem épült újjá. 1991-ben a falu lakóinak 86 százaléka horvát, 12 százaléka szerb nemzetiségű volt. Lakossága 2011-ben 174 fő volt, akik főként mezőgazdaságból és állattartásból éltek.

## Lakosság
| Lakosság változása | Lakosság változása | Lakosság változása | Lakosság változása | Lakosság változása | Lakosság változása | Lakosság változása | Lakosság változása | Lakosság változása | Lakosság változása | Lakosság változása | Lakosság változása | Lakosság változása | Lakosság változása | Lakosság változása | Lakosság változása |
| ------------------ | ------------------ | ------------------ | ------------------ | ------------------ | ------------------ | ------------------ | ------------------ | ------------------ | ------------------ | ------------------ | ------------------ | ------------------ | ------------------ | ------------------ | ------------------ |
| 1857               | 1869               | 1880               | 1890               | 1900               | 1910               | 1921               | 1931               | 1948               | 1953               | 1961               | 1971               | 1981               | 1991               | 2001               | 2011               |
| 693                | 764                | 780                | 808                | 907                | 1.041              | 1.000              | 1.091              | 959                | 890                | 815                | 550                | 405                | 263                | 202                | 174                |

## Nevezetességei
Szent György vértanú tiszteletére szentelt római katolikus plébániatemploma a középkorban épült, de ezt a templomot a 16. században a török elpusztította. A 17. század végén a Boszniából betelepülő katolikus hívek a régi templom alapjain új templomot építettek. A templomnak három oltára van Szent György, Szűz Mária és Keresztelő Szent János tiszteletére szentelve. Mindhárom oltár márványból épült. Szűz Mária szobrát 1897-ben, Szent György szobrát 1905-ben vásárolta a plébánia. Harangtornya régen nem így nézett ki. A helyi historia domus szerint a régi harangtornyot 1871-ben építették. Rövid idő elteltével egy viharban súlyosan megsérült és ekkor a hívek új torony építését határozták el. Az építés 1890-ben fejeződött be.